# Projekt Vela

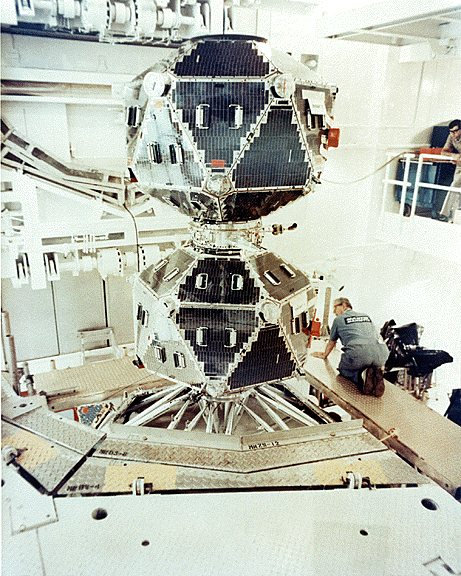
Satelit řady Vela Advanced v podskupině Vela Sierra

Projekt Vela byl projekt Spojených států amerických vyvinout a implementovat způsoby, jak monitorovat plnění dohody PTBT (Partial Test Ban Treaty – Smlouva o částečném zákazu testování jaderných zbraní). Tato smlouva zakazovala zkoušky jaderných zbraní v atmosféře, ve vesmíru a pod vodou, což v podstatě znamenalo, že jaderné zkoušky byly povoleny pouze v podzemí.
Projekt primárně řídila agentura ARPA s dohledem US Air Force.

## Subprojekty projektu Vela

### Vela Uniform
Tento subprojekt monitoroval seismické signály ve snaze detekovat podzemní jaderný test. ②
| Název        | Datum             | Místo                         | Operace             |
| ------------ | ----------------- | ----------------------------- | ------------------- |
| Shoal        | 26. říjen 1963    | Sand Springs Range            | Operation Niblick   |
| Salmon       | 22. říjen 1964    | Salmon Site                   | Operation Whetstone |
| Long Shot    | 29. říjen 1965    | Amchitka                      | Operation Flintlock |
| Sterling     | 23. prosinec 1966 | Salmon Site                   | Operation Latchkey  |
| Scroll       | 23. duben 1968    | Nevada National Security Site | Operation Crosstie  |
| Diamond Dust | 12. květen 1970   | Nevada National Security Site | Operation Mandrel   |
| Diamond Mine | 1. červen 1971    | Nevada National Security Site | Operation Grommet   |

### Vela Sierra
Tento subprojekt vznikl pro detekci atmosférického jaderného testování. ①

### Vela Hotel
Tento subprojekt sloužil k detekci testování jaderných zbraní z vesmíru. ③
- Součástí subprojektu bylo vypuštění dvanácti družic Vela (první v říjnu 1963, poslední byla deaktivována v roce 1984).
- Družice Vela 5A, 5B, 6A a 6B detekovaly deset záblesků gama záření mezi červencem 1969 a dubnem 1979.[2]